# Glossina palpalis
Glossina palpalis Robineau-Desvoidy, 1830 è una specie di insetto del genere Glossina (collettivamente note come mosche tse-tse) dell'ordine dei ditteri, genere principale vettore della malattia del sonno nell'Africa tropicale.

## Descrizione
La classificazione delle specie di mosca tse-tse si basa principalmente sulla morfologia dei genitali, sebbene i gruppi si distinguano anche per differenze ecologiche, di composizione chimica della cuticola e dei feromoni delle singole specie. In G. palpalis, gli pterigodi superiori del maschio sono collegati da una membrana sottile, ampiamente separati l'uno dall'altro. Le femmine hanno sei placche genitali. Considerando solo la disposizione e la completezza dell'insieme delle placche genitali, si può concludere che questo è il clade più basale di tse-tse.
I maschi riconoscono le femmine principalmente per i feromoni presenti nella cuticola. Essi sono rappresentati da alcani ramificati a catena lunga con una struttura caratteristica del genere e della specie. Nelle femmine di G. palpalis la lunghezza della catena è di 35 atomi di carbonio, con tre gruppi metilici laterali.
Il gruppo di specie di cui fa parte G. palpalis (G. fuscipes fuscipes, G. palpalis palpalis, G. tachinoides) ha sei cromosomi: 2n = 6.

## Distribuzione e habitat
Glossina palpalis è presente nei bacini fluviali che portano all'Oceano Atlantico, dal Senegal all'Angola, mentre non si trova in nessun corso d'acqua che porta all'Oceano Indiano. Il suo habitat sono le aree situate vicino ai corsi d'acqua lungo i quali migra nelle foreste a galleria; non si riscontra invece nella fascia della savana, dove c'è un accesso limitato all'acqua o a "isole forestali".
Ne esistono due sottospecie:
- Glossina palpalis gambiensis: si trova nella zona a ovest della savana che comprende Togo e Benin;
- Glossina palpalis palpalis: principalmente nella regione a est della savana che copre il Togo e il Benin fino al Camerun occidentale.[2]

## Ecologia
G. palpalis riposa di giorno sulle parti legnose delle piante e di notte sulle foglie, spesso sulle cime degli alberi. All'aumentare della temperatura diurna, le mosche si riposano più vicine al suolo. Dove sono presenti sia G. palpalis che G. morsitans, G. palpalis riposa nella vegetazione più bassa e G. morsitans nelle zone più alte della vegetazione.
Tutte le mosche tse-tse possono tollerare un'elevata umidità, ma la tolleranza a questo fattore differisce leggermente tra i gruppi. In G. palpalis è del 75-80% e in G. morsitans del 60-75%. Le variazioni di umidità non influiscono sulla fertilità. G. palpalis in Nigeria ha subito enormi cambiamenti climatici, che vanno da anni senza periodi di siccità a quelli con 5 mesi di siccità.

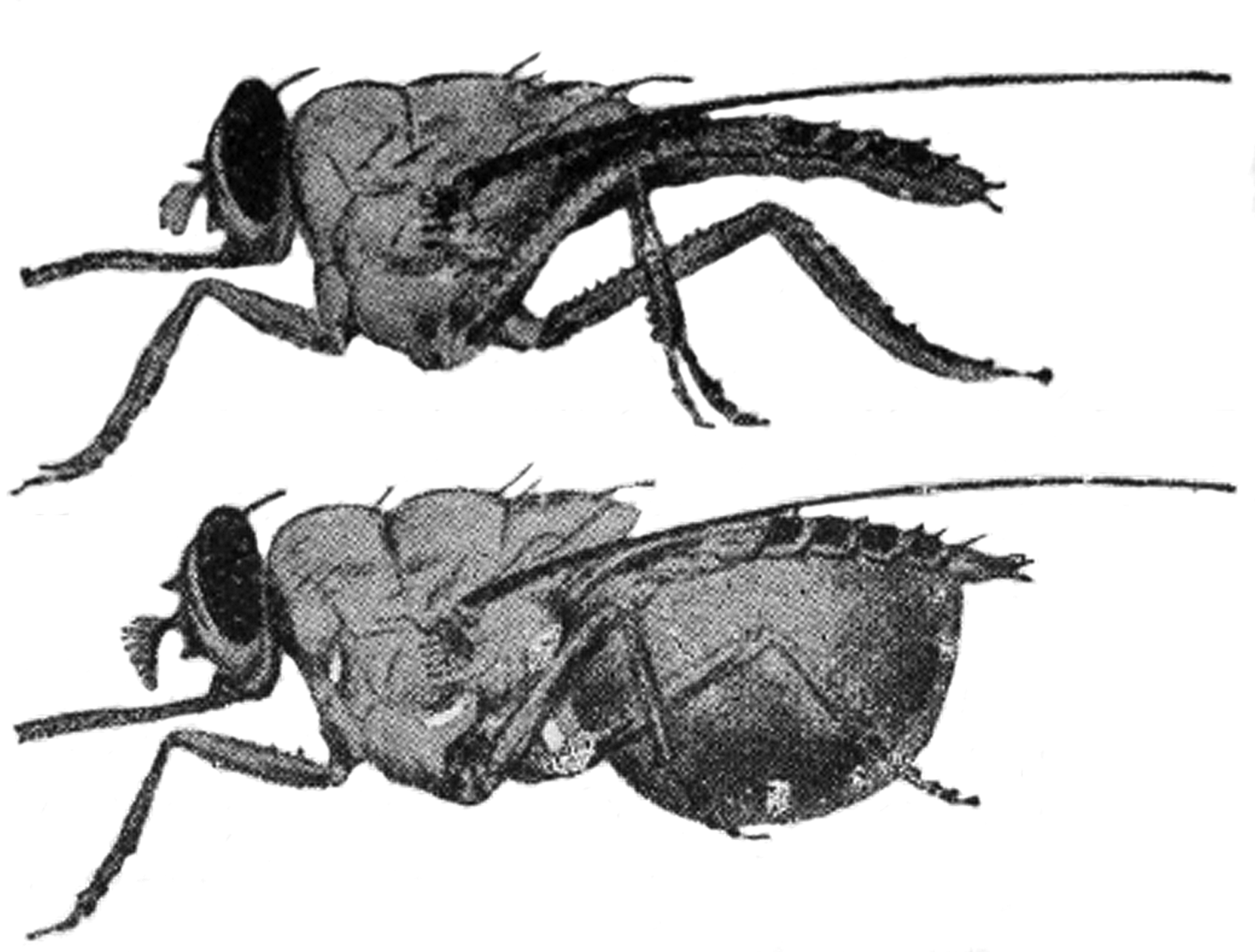
Glossina palpalis prima e dopo un pasto

## Alimentazione
Le abitudini alimentari della Glossina dipendono dalla disponibilità di cibo, ma alcune specie tendono a selezionare ospiti specifici e alcune addirittura a mordere. G. palpalis è un'opportunista non completamente dipendente dall'ambiente selvatico; si nutre principalmente del sangue di rettili e umani; quando non sono disponibili, i grandi mammiferi della foresta ne diventano ospiti. In Africa occidentale, il maiale domestico è un'importante fonte di sangue per G. palpalis. La mosca è il vettore dei tripanosomi: provoca la tripanosomiasi nelle popolazioni di mammiferi, la malattia del sonno nell'uomo, la nagana negli animali. Anche se in misura minore, è un debole vettore del Trypanosoma congolense. Il bersaglio di un morso di mosca sul corpo di una persona dipende dalla specie: G. palpalis di solito colpisce sopra la vita e G. tachinoides sotto il ginocchio.